# Тан Цзияо
Тан Цзия́о (кит. трад. 唐繼堯, упр. 唐继尧, пиньинь Táng Jìyáo, 1882 год — 23 мая 1927 года) — Гуйчжойский губернатор и главнокомандующий «Войсками защиты Родины» (с 1909 — по 1927 годы), китайский генералиссимус.

## Биография
Тан Цзияо родился в 1882 году. В 1904 году он отправился на учёбу в Японию, где изучал административное управление и попутно примкнул к китайскому антимонархическому движению Тунмэнхой. В 1909 году вернулся в Куньмин, преподавал в военном училище, участвовал в революции и в восстании «девятого числа  девятого месяца», рос по службе, повел войска на Гуйчжоу, перебил там революционеров, был назначен Юань Шикаем гуйчжоуским губернатором, участвовал во «второй революции Сунь Ятсена», назначен юньнаньским губернатором, выступил против Юань Шикая, объявившего себя императором, объявил независимость Юньнани от Китая, двинул войска на Сычуань, Гуанси, Гуйчжоу, объявил себя главнокомандующим «Войсками защиты Родины», взял власть на восемью южными провинциями, стал одним из самых влиятельных милитаристов и лидеров Китайской партии стремления к справедливости. Долго «потрясал Поднебесную», пока 6 февраля 1927 года собственные генералы не потребовали его отставки.
Тан Цзияо скончался 23 мая 1927 года.
Носил звание генералиссимуса.

## Гробница Тан Цзияо
Роскошная резиденция Тан Цзияо с парком располагалась на северном склоне горы Юаньтуншань, и гробницу выстроили на её территории. Строительство шло четыре года. Архитектура «гробница Тан Цзияо» – попытка соединения китайских традиций с входившим в моду  западным стилем. Перед ней – две совершенно нетипичные для Китая колонны с элементами готики (вместо колонн «хуабяо») и пара довольно нетрадиционно изображенных каменных львов (оба, похоже, самцы с шаром- символом власти в лапе, а в пушистом хвосте одного льва прячется львенок). Перед курганом, облицованным гранитом, возведена каменная колоннада, напоминающая памятники древнего Рима, но внутри неё не скульптуры, а плиты с разными текстами, имеющими отношение к карьере и заслугам  Тан Цзияо. Над колоннадой первоначально возвышались весьма оригинальные каменные украшения, но они не сохранились. Когда-то публику пускали сюда только в дни годовщины восстания «В защиту Родины», после образования КНР  доступ стал свободным, и памятник находился в запущенном состоянии. Гробница Тан Цзияо была капитально отреставрирована в 1989 году.